# Sheldon Riley
Sheldon Riley Hernandez (művésznevén: Sheldon Riley, Sydney, 1999. március 14. – ) ausztrál énekes, dalszerző filippínó felmenőkkel. Ő képviselte Ausztráliát a 2022-es Eurovíziós Dalfesztiválon Torinóban a Not the Same című dallal.

## Magánélete
Édesanyja skót és ír származású, édesapja filippínó üzletember. Autista spektrumú Asperger-szindrómát diagnosztizálták nála. 
Első dalait tíz évesen írta, miközben zongorázott. Dalaiban zaklatásaival foglalkozik, amiket iskolásként élt át, ennek következtében kevés önbizalma volt, és szorongást tapasztalt.
Riley az LMBTQ közösség tagja, és fellépett adománygyűjtő rendezvényeiken és fesztiváljaikon. 2019 óta Zachery Tomlinsonnal jár.

## Zenei pályafutása
2016-ban jelentkezett az ausztrál X-Faktor nyolcadik évadába. A tehetségkutatóban szóló előadóként indult, majd a mentorok egy fiúbandába helyezték őt, amely a Time and Place nevet kapta. A banda továbbjutott az elő adásokba, ahol összesítésben tizenegyedik helyen végeztek. Két évvel később jelentkezett a The Voice ausztrál változatának hetedik évadába.  A meghallgatáson a Culture Club Do You Really Want To Hurt Me című dalát énekelte, amelyre az összes mester megfordult a székével. Sheldon Boy George-ot választotta mesterének. Az énekes egészen a döntőig jutott, ahol bronzérmes helyezést ért el. Egy évvel később ismét szerencsét próbált az All Start kategóriában, ahol egészen a párbajkörökig jutott, majd kiesett. 2020-ban az Egyesült Államokban próbált szerencsét az America’s Got Talentben, ahol az elődöntőig jutott.
2021. november 25-én az ausztrál műsorsugárzó bejelentette, hogy az énekes is bekerült a következő évi Eurovision: Australia Decides nemzeti döntő tizenegy előadója közé, akikkel az Eurovíziós Dalfesztiválra való kijutásért küzdhet. Versenydala, a Not the Same 2022. február 15-én jelent meg. A február 26-án tartott ausztrál döntőben végül a zsűri 50 ponttal az második helyre, a nézők szintén 50 ponttal a második helyre szavazták, így összesítésben 100 ponttal megnyerte a dalválasztót és ő képviselheti Ausztráliát az Eurovíziós Dalfesztiválon.
Az Eurovíziós Dalfesztiválon a dalt először a május 12-én rendezett második elődöntő elsőben adta elő, majd innen továbbjutva a döntőben a tizenötödik helyen végzett.

## Diszkográfia

### Kislemezek
- Fire (2018)
- More Than I (2021)
- Left Broken (2021)
- Again (2021)
- Not the Same (2022)